# Le Patriote du département de la Mayenne
Le Patriote du département de la Mayenne, puis Le Sans-culotte du département de la Mayenne était un journal hebdomadaire français édité pendant la Révolution française. 

## Historique
Au mois de mai 1792, Le Patriote du département de la Mayenne commence à paraître à Laval, chez Michel Faur. Le journal prend, en 1793, le titre de Sans-culotte du département de la Mayenne, et cesse ses publications au mois d'octobre 1793. C'est un hebdomadaire de 16 pages in 8°. La première épigraphe : Respectons les lois et disons la vérité est complétée, à partir du 29 septembre, par la formule et chérissons la République.
C'est la première entreprise de ce genre exécutée en Mayenne. 
Le journal avait cinq rédacteurs dont les noms sont indiqués sur le premier numéro : 
- Dominique Rabard, vicaire épiscopal, et principal du collège de Laval ;
- Philippe Séguela, vicaire épiscopal ;
- Joseph Laban, vicaire épiscopal ;
- René-François Bescher, greffier du tribunal criminel ;
- Pierre-Jean Sourdille de la Valette, administrateurs du district.

Il s'agit d'une direction collégiale, qui permet de réunir des compétences variées et des sensibilités différentes, et qui dure du printemps à l’hiver 1792. 
Rabard, reçoit le courrier, s’occupe de la rubrique des nouvelles locales et assume la coordination générale, chaque rédacteur est responsable de sa rubrique. Pierre-Jean Sourdille de la Valette rédige la rubrique administrative ainsi que les comptes rendus des séances de l’Assemblée nationale ; Bescher, traite toutes les questions judiciaire. La coopération de Séguela se bornait à la publication de petits dialogues, dont le but était d'expliquer et de prôner la constitution; ils étaient intitulés : Entretiens du curé de Gerfeuil, et se charge de l’instruction aux habitants des campagnes. Laban ne signe pas ses articles mais on aurait tendance à confier au futur bibliothécaire de l’École centrale de la Mayenne la compilation des Nouvelles, sans savoir s’il assurait aussi les comptes rendus du club lavallois.
Le journal paraissait le samedi de chaque semaine; le premier numéro est du 5 mai 1792; le second numéro parle d'une Lettre aux administrateurs du département de la Mayenne, sur l'arrêté du 23 mars, imprimée à Paris chez Cassard.  On apprend dans le même journal que, dans les premiers jours de mai, on fait à l'église des Cordeliers de Laval, un service pour le vertueux Simoneau, martyr de la loi. Le 7 juin 1792, la procession de la Fête-Dieu se fait encore avec une certaine solennité.
Le premier article du Patriote contre les processions contient ce passage: Il est à remarquer que ceux qui affichent, avec leplus d'affectation, des opinions religieuses opposées aux nôtres, étoient à leurs fenêtres quand la procession a passé, et ont donné l'exemple de la vénération et du respect pour l'Etre suprême, quoique porté par des mains qu'ils ne cessent de calomnier, et à la pureté desquelles ils prétendent ne pas croire.

## Sources
- Isidore Boullier, Mémoires ecclésiastiques